# Lillebæltsbroen bygges
|  | Denne artikel er oprettet af botten Steenthbot ud fra en ekstern database. Den kan derfor have sproglige fejl eller mangler. Denne skabelon kan fjernes efter kontrol af indholdet. |

Lillebæltsbroen bygges er en dansk dokumentarisk optagelse fra 1934.

## Handling
Fragmentariske optagelser af arbejdet med anlæggelsen af Lillebæltsbroen mellem Fyn (Middelfart) og Jylland (Snoghøj v. Fredericia). Arbejdet blev påbegyndt den 17. december 1925, og broen stod færdig til indvielse 14. maj 1935. Årstallet for optagelsen er anslået.